# 李孟贤
李孟贤（英語：Edwin Mah “Ed” Lee，即埃德温·孟·"埃德"·李；1952年5月5日—2017年12月12日），華裔美國人，是旧金山第43任市长，因為原市長紐瑟姆（Gavin Newsom）升任加州副州長，李孟賢因而被指派出任代理市長。2011年1月11日在旧金山市政厅宣誓就职。2011年11月，李孟賢參選三藩市民選市長選舉，最後李孟賢贏得市長選舉，成為舊金山第一位民選華裔市長。2012年1月8日宣誓就职。前舊金山市長兼前州眾議會議長勃朗（Willie Brown）為李孟賢主持宣誓儀式。加州聯邦參議員，也是前舊金山市長范士丹為李孟賢監誓就職。

## 早年生平与经历
李孟贤于1952年出生在华盛顿州西雅图的灯塔山社区 。他的父母在1930年代从中华民国广东省台山移民到美国。父亲曾参加朝鲜战争，当过厨师，且在西雅图市经营一家餐馆，在李15岁时去世。他的母亲是一名女裁缝和女服务员。李一共有五个兄弟姐妹。他高中在西雅图的富兰克林高中就读，然后李于1974年以优异的成绩毕业于缅因州的鲍登学院。作为沃森基金会的一位研究员，李在海外完成了长达一年的学习，然后于1978年从加利福尼亚大学伯克利分校法学院毕业。

## 任职生涯
李孟贤从1989年开始进入旧金山市政府工作，先后在多个部门任职。2005年以来，李孟贤担任旧金山行政官，负责管理多个市府部门。2011年1月10日旧金山前市长纽瑟姆提前一年结束任期，转而担任加利福尼亚州副州长。旧金山市议会在翌日举行会议，11名议员一致表决同意正式任命李孟贤为代理市长，以接替纽瑟姆空出的职位。这使李孟贤成为旧金山160年历史上第一位华裔、亚裔市长。2011年11月，李孟賢參選三藩市民選市長選舉，並得到華埠人士白蘭的支持，最後李孟賢贏得市長選舉，成為舊金山第一位民選華裔市長。

## 逝世
當地時間2017年12月11日晚，李孟賢在住所附近的Safeway超市購物時突發心臟病倒地，被送往旧金山总医院后抢救无效，于2017年12月12日凌晨1时11分逝世，享壽65歲。家住當地的眾議院民主黨領袖佩洛西有向其致哀，中国驻旧金山前总领事袁南生亦曾作诗《痛惋三藩市市长李孟贤不幸仙逝》悼念李孟贤。

## 纪念
2019年11月13日，舊金山國際機場国际航站楼的出发大厅被命名为“李孟贤市长国际航站楼离港大厅”。

## 外部連結
- Office of the Mayor : About the Mayor（英文）

| 官衔               | 官衔                                      | 官衔                         |
| ------------------ | ----------------------------------------- | ---------------------------- |
| 前任者： 加文·纽森 | 旧金山市长 2011年1月11日 – 2017年12月12日 | 繼任者： 伦敦·布里德（代理） |